# Roger Piantoni
Roger Mario Piantoni, né le 26 décembre 1931 à Étain (Meuse) et mort le 26 mai 2018 à Nancy (Meurthe-et-Moselle), est un footballeur international français d’origine Italienne.
Attaquant incontournable de l'équipe de France à la fin des années 1950, notamment lors de la Coupe du monde 1958, ce gaucher doté d'une puissante frappe de balle est considéré comme l'un des meilleurs joueurs français de son époque. Surnommé Bout d'chou, il est classé 6e meilleur buteur du championnat de France avec un total de 203 buts inscrits en Division 1.

## Biographie

### En club
Roger Piantoni passe sa jeunesse dans la cité minière de La Mourière, au sein de la commune de Piennes en Meurthe-et-Moselle, où il est remarqué alors qu'il joue en compagnie de Thadée Cisowski au sein du club local de l'US Piennes. En 1948, il remporte, avec les cadets de Lorraine, la coupe nationale des cadets en battant en finale 2 à 1, les cadets du Sud-Est, qui comptent dans leurs rangs Henri Biancheri et Francis Méano. Il jouera également contre Raymond Kopaszewski, avant-centre des cadets du Nord. L'année suivante, il passe les tests pour intégrer l'équipe de France juniors pour le championnat d'Europe. Il est recalé pour capacité respiratoire insuffisante, Michel Platini connaîtra la même déconvenue. Durant la saison 1949-1950 il est champion de Lorraine avec les seniors, et meilleur buteur de la ligue avec 35 buts.

#### FC Nancy
Il commence sa carrière à 19 ans au sein du FC Nancy lors de la saison 1950-1951. Titulaire lors du premier match de championnat, disputé au RC Lens le 27 août 1950, il inscrit un doublé. Dès sa première saison, il réussit à devenir le meilleur buteur du championnat avec 27 buts. Il marque notamment un quintuplé lors de la 28e journée face au Havre AC (6-1) et deux quadruplés lors du match retour contre le RC Lens (4-2) et contre le RC Strasbourg, lors de la dernière journée (5-1). En novembre 1952, il honore sa première sélection en équipe de France lors d'un match amical contre l'Irlande.
En sept saisons avec le FC Nancy, il marque 92 buts mais il n'ouvre pas son palmarès avec cette équipe un peu tendre pour briller en championnat. En effet, l'OGC Nice, le Lille OSC et le Stade de Reims règnent sur le championnat français. Les Nancéiens de Piantoni et son coéquipier international Léon Deladerrière réalisent néanmoins quelques performances en Coupe de France atteignant notamment la demi-finale de l'édition 1950-1951 et surtout la finale en 1953 disputée le 31 mai à Colombes. Le FC Nancy, mené par Jacques Favre, s'incline 2-1 face au Lille OSC. Quelques mois plus tard, le 23 septembre 1953, les Nancéiens réussissent la belle performance de battre en match amical le Real Madrid sur son terrain de Chamartin (rebaptisé plus tard Santiago Bernabéu) par 4 buts à 2. Piantoni, à l'occasion de ce match qui est marqué par les débuts d'Alfredo Di Stéfano au Real, inscrit à la 60e minute le quatrième but de son équipe.
Le FC Nancy doit cependant faire face à d'importants problèmes financiers. Au cours de la saison 1956-1957 les Lorrains sont relégués en deuxième division et le club est contraint de laisser partir ses meilleurs joueurs. Piantoni est transféré pour 250 000 francs (25 millions d'anciens francs d'avant 1960), au Stade de Reims qui vient de vendre Raymond Kopa au Real Madrid.

#### Stade de Reims
Avec le Stade de Reims, renforcé également par Just Fontaine et Jean Vincent, il est champion de France dès sa première saison sous ses nouvelles couleurs, en 1958. Avec l'aide de ses coéquipiers fraichement débarqué dans la capitale de la Champagne, il parvient rapidement à faire oublier le départ de Raymond Kopa, le héros du Stade Auguste-Delaune, parti un an plus tôt au Real Madrid. En mars 1958, il inscrit notamment un quadruplé face au rival régional, Sedan. Le 1er mai, Reims devient officiellement champion de France offrant du même coup son premier trophée national à Piantoni, quelques semaines avant la Coupe de France 1958 remporté aux dépens du Nîmes Olympique le 18 mai 1958. Le Lorrain dispute la finale mais sans marquer.

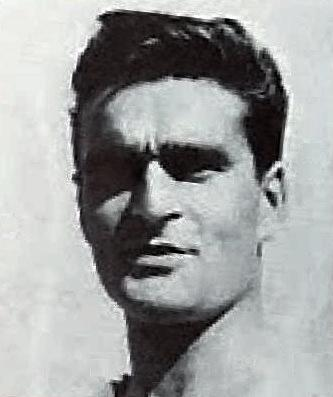
Roger Piantoni à Reims pendant les grandes années du club.

Inscrivant 17 buts en 32 matches lors de l'édition 1957-1958, il marque 20 buts la saison suivante. Il apparait alors comme le parfait pendant de Just Fontaine sur le front de l'attaque rémoise qui domine le championnat de France durant les années 1950 et au début des années 1960.
À cette époque, Piantoni participe également avec plusieurs de ses coéquipiers rémois à la Coupe du monde 1958 en Suède, où la France d'Albert Batteux, également son entraineur en club, est battue en demi-finale 5-2 par le Brésil de Pelé, Piantoni marquant le 2e but français.
Après ses exploits en bleu, Piantoni retrouve les joutes hexagonales avec les Rémois mais l'équipe championne en titre a du mal à briller: il termine à une peu reluisante quatrième place à huit points de l'OGC Nice à l'issue de l'année. Le Lorrain, à titre individuel réussit pourtant sa saison avec 20 buts en 30 matches.
Sur la scène européenne, les Rémois brillent cette saison-là puisqu'ils atteignent leur seconde finale de Coupe d'Europe des clubs champions de leur histoire. Dans une finale disputée à Stuttgart le 3 juin 1959, et que Piantoni dispute, ils cèdent face aux Espagnols du Real Madrid (0-2), triple champion d'Europe en titre.
Quelques semaines après la fin de cette remarquable épopée européenne, Piantoni et ses coéquipiers démarrent pied au plancher l'édition 1959-1960 du championnat de France. Marquant 109 buts en 38 matches (!), il laisse finalement le Nîmes Olympique à sept points et le RC Paris, seul club capable de rivaliser offensivement à dix unités. C'est le second titre de Piantoni qui marque cette saison-là 18 buts (soit dix de moins que Fontaine).
La saison 1960-1961 est moins glorieuse pour le Stade de Reims qui termine à 7 points de l'AS Monaco en mai, peu aidé il est vrai par la grave blessure qui frappe son attaquant vedette, Just Fontaine, quelques mois plus tôt à la jambe (double fracture) et qui stoppe net sa carrière. À la suite de cette blessure, le Stade de Reims met fin aux discussions pour un possible transfert de Piantoni dans le club argentin de River Plate. Piantoni devient alors le buteur de l'équipe devenant même le meilleur réalisateur du pays cette saison-là, onze ans après son titre de meilleur buteur avec le FC Nancy.
Lors du match international France-Bulgarie, le 11 octobre 1959, il est agressé par Nicola Kovatchev qui lui brise le genou. La blessure nécessite plusieurs opérations et pénalise la suite de sa carrière,. Cette blessure récurrente au genou lui fait traverser de longues périodes d'indisponibilité. Lors de ses trois dernières saisons à Reims, de 1961 à 1964, il ne joue que 37 matchs de championnat, parvenant malgré tout à inscrire 23 buts. En 1961-1962, les Rémois décrochent leur sixième titre national et malgré ses soucis physiques, il réalise l'exploit d'inscrire 16 buts en seulement 18 matches.
Il inscrit son dernier but avec les Champenois le 3 mai 1964 lors d'une défaite à domicile (1-4) face à Valenciennes.

#### OGC Nice
En 1964, Roger Piantoni rejoint l'OGC Nice, en deuxième division, où il réalise une saison pleine. Les Niçois remportent le championnat de deuxième division et gagnent ainsi leur promotion dans l'élite pour la saison suivante, à l'issue de laquelle le joueur annonce sa retraite sportive.
En 2022, le magazine So Foot le classe dans le top 1000 des meilleurs joueurs du championnat de France, à la 26e place.

### En sélection
Roger Piantoni honore sa première sélection le 16 novembre 1952 lors d'un match amical à Dublin opposant l'équipe de France à l'Irlande (1-1). Piantoni marque le but égalisateur des Français à la 67e minute.
En 1954, il ne participe pas à la Coupe du monde en Suisse. Blessé quelques mois plus tôt lors d'un France-Italie, il ne peut se rétablir à temps.
Sélectionné pour la Coupe du monde 1958, il est de la grande aventure suédoise qui amène les Bleus jusqu'en demi-finales, défaits face au grand Brésil de Pelé (2-5). Formant avec Just Fontaine et Raymond Kopa un trio d'attaquants redoutables, il s'impose alors comme l'un des éléments essentiels de son équipe lors de cette compétition. Le Lorrain dispute les cinq premiers matchs, pendant lesquels il marque quatre buts, dont le deuxième en demi-finale face à la Seleção. Il ne dispute pas le match pour la troisième place face à l'Allemagne (6-3), devant se faire opérer d'urgence de l'appendicite.
Il dispute son dernier match avec les Bleus le 28 septembre 1961 à l'occasion d'une rencontre qualificative pour la Coupe du monde 1962 au Chili face à la Finlande (5-1). À la 79e minute de jeu et sur un coup franc, il inscrit le dernier but de sa carrière internationale.
De 1952 à 1961, Piantoni a disputé 37 matches sous le maillot bleu, inscrivant 18 buts.

### Reconversion
Après avoir quitté Nice il devient entraîneur-joueur du club de Carpentras de 1967 à 1971. Il est par la suite membre du Conseil fédéral de la Fédération française de football (FFF) du 29 août 1970 au 31 décembre 1988.
Resté attaché à la Lorraine et au club de Nancy, il contribue fortement à la progression de Michel Platini. Il travaille également pendant plusieurs années, comme commentateur de matchs de football sur Antenne 2 aux côtés de Michel Drucker, puis de Bernard Père.
Une tribune du stade Marcel-Picot, où évolue l'AS Nancy-Lorraine porte son nom.

## Palmarès

### En club
- Champion de France en 1958, 1960 et 1962 avec le Stade de Reims
- Vainqueur de la Coupe de France en 1958 avec le Stade de Reims
- Vainqueur du Trophée des champions en 1958[18] et en 1960 avec le Stade de Reims
- Champion de France de Division 2 en 1965 avec l'OGC Nice
- Vainqueur de la Coupe Mohamed V en 1962 avec le Stade de Reims
- Finaliste de la Coupe d'Europe des Clubs Champions en 1959 avec le Stade de Reims
- Finaliste de la Coupe de France en 1953 avec le FC Nancy.

### En équipe de France
- Médaille de bronze à la Coupe du monde en 1958

### Distinctions individuelles
- Meilleur buteur du championnat de France en 1951 (27 buts) avec le FC Nancy et en 1961 (28 buts) avec le Stade de Reims

## Statistiques
Le tableau ci-dessous résume les statistiques en match officiel de Roger Piantoni durant sa carrière de joueur professionnel,,.
| Saison                | Club                  | Championnat           | Championnat | Championnat | Coupe(s) nationale(s) | Coupe(s) nationale(s) | Supercoupe | Supercoupe | Compétition(s) continentale(s) | Compétition(s) continentale(s) | Compétition(s) continentale(s) | Coupe Charles Drago | Coupe Charles Drago | France | France | Total | Total |
| Saison                | Club                  | Division              | M.          | B.          | M.                    | B.                    | M.         | B.         | Comp.                          | M.                             | B.                             | M.                  | B.                  | M.     | B.     | M.    | B.    |
| 1950 - 1951           | FC Nancy              | Division 1            | 28          | 27          | 5                     | 7                     | -          | -          | -                              | -                              | -                              | -                   | -                   | -      | -      | 33    | 34    |
| 1951 - 1952           | FC Nancy              | Division 1            | 29          | 11          | 1                     | 1                     | -          | -          | -                              | -                              | -                              | -                   | -                   | -      | -      | 30    | 12    |
| 1952 - 1953           | FC Nancy              | Division 1            | 29          | 11          | 5                     | 2                     | -          | -          | -                              | -                              | -                              | -                   | -                   | 3      | 1      | 37    | 14    |
| 1953 - 1954           | FC Nancy              | Division 1            | 31          | 8           | 3                     | 1                     | -          | -          | -                              | -                              | -                              | 2                   | 0                   | 5      | 3      | 41    | 12    |
| 1954 - 1955           | FC Nancy              | Division 1            | 32          | 12          | 4                     | 2                     | -          | -          | -                              | -                              | -                              | -                   | -                   | 1      | 0      | 37    | 14    |
| 1955 - 1956           | FC Nancy              | Division 1            | 34          | 17          | 5                     | 5                     | -          | -          | -                              | -                              | -                              | -                   | -                   | 6      | 5      | 45    | 27    |
| 1956 - 1957           | FC Nancy              | Division 1            | 34          | 9           | 4                     | 3                     | -          | -          | -                              | -                              | -                              | 2                   | 1                   | 5      | 3      | 45    | 16    |
| Sous-total            | Sous-total            | Sous-total            | 217         | 91          | 27                    | 21                    | -          | -          | -                              | -                              | -                              | 4                   | 1                   | 20     | 12     | 268   | 125   |
| 1957 - 1958           | Stade de Reims        | Division 1            | 32          | 17          | 6                     | 6                     | -          | -          | -                              | -                              | -                              | -                   | -                   | 10     | 4      | 48    | 27    |
| 1958 - 1959           | Stade de Reims        | Division 1            | 30          | 20          | 2                     | 3                     | 1          | 1          | C1                             | 9                              | 5                              | -                   | -                   | 1      | 0      | 43    | 29    |
| 1959 - 1960           | Stade de Reims        | Division 1            | 26          | 18          | 4                     | 0                     | 1          | 2          | -                              | -                              | -                              | -                   | -                   | 2      | 0      | 33    | 20    |
| 1960 - 1961           | Stade de Reims        | Division 1            | 36          | 28          | 3                     | 4                     | -          | -          | C1                             | 4                              | 2                              | 1                   | 0                   | 3      | 1      | 47    | 35    |
| 1961 - 1962           | Stade de Reims        | Division 1            | 18          | 16          | -                     | -                     | -          | -          | -                              | -                              | -                              | 1                   | 0                   | 1      | 1      | 20    | 17    |
| 1962 - 1963           | Stade de Reims        | Division 1            | 5           | 3           | 1                     | 0                     | -          | -          | C1                             | 1                              | 0                              | -                   | -                   | -      | -      | 7     | 3     |
| 1963 - 1964           | Stade de Reims        | Division 1            | 14          | 4           | -                     | -                     | -          | -          | -                              | -                              | -                              | 3                   | 3                   | -      | -      | 17    | 7     |
| Sous-total            | Sous-total            | Sous-total            | 161         | 106         | 16                    | 13                    | 2          | 3          | -                              | 14                             | 7                              | 5                   | 3                   | 17     | 6      | 215   | 138   |
| 1964 - 1965           | OGC Nice              | Division 2            | 26          | 11          | 6                     | 2                     | -          | -          | -                              | -                              | -                              | 1                   | 1                   | -      | -      | 33    | 14    |
| 1965 - 1966           | OGC Nice              | Division 1            | 16          | 6           | -                     | -                     | -          | -          | -                              | -                              | -                              | 1                   | 1                   | -      | -      | 17    | 7     |
| Sous-total            | Sous-total            | Sous-total            | 42          | 17          | 6                     | 2                     | -          | -          | -                              | -                              | -                              | 1                   | 1                   | -      | -      | 49    | 20    |
| Total sur la carrière | Total sur la carrière | Total sur la carrière | 420         | 214         | 49                    | 36                    | 2          | 3          | -                              | 14                             | 7                              | 10                  | 5                   | 37     | 18     | 532   | 283   |

## Obsèques
Les obsèques de Roger Piantoni ont lieu le 31 mai 2018 en l'église de Ludres, en présence de nombreuses personnalités.